# (469750) 2005 PU21
(469750) 2005 PU21 est un objet du disque des objets épars.

## Caractéristiques
(469750) 2005 PU21 mesure environ 242 kilomètres de diamètre.